# Bol'šoj Tjuters
Bol'šoj Tjuters (in russo Большой Тютерс; in finlandese Tytärsaari; in estone Suur Tütarsaar; in svedese Tyterskär) è una piccola isola del mar Baltico situata nella parte orientale del Golfo di Finlandia, posta a 75 km a sud della costa finlandese ed a 20 km a sud-ovest di Gogland; appartiene alla Russia, e fa parte dell'Oblast' di Leningrado. L'isola ha una superficie di circa 8,3 km² ed è disabitata, salvo che per il personale del faro presente su di essa.
A ovest-sud-ovest, alla distanza di 15 km, si trova l'isola di Malyj Tjuters.

## Storia
Abitata da genti finlandesi fin dal XVI secolo, la piccola isola fece parte dell'Impero svedese prima e dell'Impero russo poi, passando alla Finlandia al momento dell'indipendenza di questa, nel 1918. Nel dicembre del 1939, durante le prime fasi della guerra d'inverno, l'isola fu occupata da reparti sovietici, che ne allontanarono il piccolo presidio della guardia costiera finlandese; l'isola fu poi annessa all'Unione Sovietica con il trattato di Mosca del 21 marzo 1940, e la popolazione finlandese (436 persone nel 1939) fu completamente espulsa. Durante la guerra di continuazione, l'isola fu nuovamente rioccupata da reparti finlandesi il 1º aprile 1942, e su di essa furono installate batterie d'artiglieria e postazioni di sorveglianza per rilevare il passaggio di sommergibili sovietici salpati da Leningrado; nelle acque attorno all'isola furono stesi sia dai sovietici che dai finlandesi numerosi campi di mine navali, che richiesero molti anni per essere bonificati. L'isola tornò in mani russe con l'armistizio di Mosca del 19 settembre 1944.